# Кудама ибн Джафар
Куда́ма ибн Джафа́р (араб. قدامة بن جعفر‎, родился около 873 года, умер между 932 и 948 годами, также известен как Абу-ль-Фарадж) — чиновник при дворе Аббасидов, живший в X веке (точные года жизни неизвестны). Служил в администрации Багдада на посту управляющего контрольным ведомством (меджлис аз-зимам) во времена везиря Абу-ль-Хасана аль-Фурата.
Кудама ибн Джафар известен как автор «Книги о харадже и искусстве секретаря», содержавшей сведения по географии, истории и литературе Арабского халифата (сохранился лишь второй том). Книга была предположительно написана около 928—929 годов (316 год хиджры) как административный справочник. Работа включает важные сведения об административном делении халифата, организации почтовой службы, государственных доходах по областям, финансовой системе и налогообложении и вследствие личной осведомлённости автора является существенным источником для исследователей истории халифата в IX—X веках; выдержки из книги были опубликованы уже М. Я. де Гуе в его Bibliotheca geographorum arabicorum (6 том). Книга содержит также описания сопредельных стран, основанные на источниках конца VIII — начала IX века (общих у Кудамы и Ибн Хордадбеха) и сведения о завоеваниях, пересказывающие материалы ал-Белазури.
Кудаме ибн Джафару принадлежат также два труда по теории прозы и поэзии, которые создали ему известность и как литератору.